# Cylindropuntia deserta
Cylindropuntia deserta là một loài thực vật có hoa trong họ Cactaceae. Loài này được (Griffiths) Pinkava mô tả khoa học đầu tiên năm 1999.